# Jalakandapuram
Jalakandapuram là một thị xã panchayat của quận Salem thuộc bang Tamil Nadu, Ấn Độ.

## Địa lý
Jalakandapuram có vị trí 11°42′B 77°53′Đ / 11,7°B 77,88°Đ Nó có độ cao trung bình là 269 mét (882 feet).

## Nhân khẩu
Theo điều tra dân số năm 2001 của Ấn Độ, Jalakandapuram có dân số 14.116 người. Phái nam chiếm 51% tổng số dân và phái nữ chiếm 49%. Jalakandapuram có tỷ lệ 70% biết đọc biết viết, cao hơn tỷ lệ trung bình toàn quốc là 59,5%: tỷ lệ cho phái nam là 78%, và tỷ lệ cho phái nữ là 63%. Tại Jalakandapuram, 11% dân số nhỏ hơn 6 tuổi.